# Рассвет (журнал, 1860—1861)
«Рассве́т» — еженедельный журнал русских евреев, выходивший в Одессе с 1860 по 1861 год.

## История
Редакторами журнала были И. И. Тарнополь и О. А. Рабинович.
Постоянные отделы: «Распоряжения правительства, относящиеся к евреям», «Хроника развития промышленности и торговли», очерки и литературные статьи о жизни и быте евреев.
«Рассвет» пропагандировал идею единства нации, выступал против дискриминации евреев, боролся с рутиной, религиозными предрассудками среди еврейского населения.
С 1861 по 1862 год выходил под названием «Сион».
С мая 1869 года в городе Одессе стала выходить русско-еврейская еженедельная газета «День», которая по своей направленности очень походила на своих предшественников «Рассвет» и «Сион», однако и это издание просуществовало недолго, так как призывало на своих страницах привлечь к ответственности организаторов и участников еврейских погромов.